# Comté de Hamilton (Kansas)
Pour les articles homonymes, voir Hamilton et Comté de Hamilton.
Le comté de Hamilton est l’un des 105 comtés de l’État du Kansas, aux États-Unis, à la frontière avec le Colorado. Il a été fondé le 20 mars 1873.
Siège et plus grande ville : Syracuse.

## Géolocalisation
|                             | Comté de Greeley  | Comté de Wichita |
| Comté de Prowers (Colorado) | Comté de Hamilton | Comté de Kearny  |
|                             | Comté de Stanton  | Comté de Grant   |